# Yannis Patilis
Yiannis Patilis (en griego: Γιάννης Πατίλης) (nacido en Atenas 1947) es un poeta Griego. estudió derecho y filología en la Universidad de Atenas. Ha trabajado como profesor de secundaria desde 1980. Es cofundador de la revista literaria Tο Δέντρο (el árbol); desde 1986 ha publicado el periódico "Πλανόδιον" (el errante).
Pertenece a la llamada "Genia tou 70" o generación de los años 1970, que es el término literario que se refiere a los autores griegos que comenzaron a publicar su obra durante esta década, especialmente al final del Régimen de los Coroneles y los primeros años de la Metapolitefsi.

## Poesía
- Ο μικρός και το θηρίο (El pequeño y la bestia), 1970
- Αλλά τώρα, προσέχτε! (Pero ahora ten cuidado), Αθήνα, 1973
- Υπερ των καρπών (En favor del fruto), 1977
- Κέρματα (Hitos), 1980
- Μη καπνιστής σε χώρα καπνιζόντων (Ποιήματα 1970-1980) (fumador en tierra de no fumadores; poemario, 1970-80), 1982
- Ζεστό μεσημέρι (Mediodía cálido), 1984
- Γραφέως κάτοπτρον (The Scribe's Mirror), 1989
- Ταξίδια στην ίδια πόλη (Ποιήματα 1970-1990) (Viajes por el interior de la ciudad. Poemario 1970-90), 1993